# Rhabdogaster eremia
Rhabdogaster eremia là một loài ruồi trong họ Asilidae. Rhabdogaster eremia được Londt miêu tả năm 2006. Loài này phân bố ở vùng nhiệt đới châu Phi.